# Gaudeamus igitur
Gaudeamus igitur (lat.: ‘Alegrémonos pues’) es el himno universitario  por excelencia. Se trata de una canción universitaria estudiantil de autor anónimo. En realidad se titulaba De brevitate vitae (‘Sobre la brevedad de la vida’) y se cantó inicialmente en universidades alemanas a mediados del siglo XVIII.
Aunque su letra es poco académica, la mayoría de las universidades europeas la suelen tomar como himno propio, entonándola en las grandes solemnidades académicas; no obstante, muchos coros interpretan solamente algunas estrofas.
Nadie conoce el origen exacto ni el nombre del compositor. Se cree que la música es de Johann Christian Günther (1717) y fue reescrita en 1781 por Christian Wilhelm Kindleben (Berlín, 1748-Dresde, 1785), teólogo evangélico. Existe otro himno universitario, mucho menos conocido, Veni Creator, de contenido más religioso.

## Letra de la canción
Se repiten los dos primeros versos y el últmo de cada estrofa (1,2,1,2,3,4,5,5).
| Latín | Español |
| --- | --- |
| Gaudeamus igitur iuvenes dum sumus. Post iucundam iuventutem, post molestam senectutem, nos habebit humus.  | Alegrémonos pues, mientras seamos jóvenes. Tras la divertida juventud, tras la incómoda vejez, nos recibirá la tierra.                            |
| Ubi sunt qui ante nos in mundo fuere? Vadite ad superos, Transite ad inferos, ubi iam fuere.                | ¿Dónde están los que antes que nosotros pasaron por el mundo? Subid al mundo de los cielos, descended a los infiernos, donde ahora se encuentran. |
| Vita nostra brevis est, breve finietur. Venit mors velociter, rapit nos atrociter, nemini parcetur.         | Nuestra vida es corta, en breve se acaba. Viene la muerte velozmente, nos arrastra cruelmente, no respeta a nadie.                                |
| Vivat Academia, vivant professores. Vivat membrum quodlibet, vivant membra quaelibet, semper sint in flore. | Viva la Universidad, vivan los profesores. Vivan todos y cada uno de sus miembros, resplandezcan siempre.                                         |
| Vivant omnes virgines, faciles, formosae vivant et mulieres tenerae, amabiles bonae, laboriosae.            | Vivan todas las vírgenes, fáciles, hermosas! vivan también las mujeres tiernas, amables, buenas y trabajadoras.                                   |
| Vivat nostra societas! Vivant studiosi! Crescat una veritas, floreat fraternitas, patriae prosperitas.      | Viva nuestra sociedad! ¡Vivan los que estudian! Que crezca la única verdad, que florezca la fraternidad y la prosperidad de la patria.            |
| Vivat et res publica, et qui illam regit. Vivat nostra civitas, Maecenatum charitas, quae nos hic protegit. | Viva también el Estado, y quien lo dirige. Viva nuestra ciudad, y la generosidad de los mecenas que aquí nos acoge.                               |
| Pereat tristitia, pereant osores. Pereat diabolus, quivis antiburschius, atque irrisores.                   | Muera la tristeza, mueran los que odian. Muera el diablo, Cualquier persona en contra de los estudiantes, y quienes se burlan.                    |
| Quis confluxus hodie Academicorum? E longinquo convenerunt, Protinusque successerunt In commune forum.      | ¿Por qué hoy tal multitud de académicos? A pesar de la distancia están de acuerdo, Superando el pronóstico del tiempo En un foro común.           |
| Alma Mater floreat quae nos educavit, caros et conmilitones dissitas in regiones sparsos congregavit.       | Florezca la Universidad que nos ha educado, y ha reunido a los queridos compañeros que por regiones alejadas estaban dispersos.                   |

## Origen de la letra
La letra pudiera ser del siglo XIII, sobre la base de un manuscrito en latín fechado en 1287 encontrado en la Biblioteca Nacional de París. Las palabras de algunos versos son casi idénticas, aunque la expresión «gaudeaumus igitur» no aparece. Hay música en el manuscrito pero no tiene parecido con la melodía que se conoce en la actualidad.
Una traducción alemana de todos los versos se hizo hacia 1717 por Johann Christian Günther  y comienza por „Brüder, laßt uns lustig sein“. Este texto alemán, sin música, fue impreso en la Sammlung von Johann Christian Günthers (Fráncfort y Leipzig, 1730).
Aparte del manuscrito en latín de 1267, la versión más antigua conocida se encuentra en un cancionero estudiantil manuscrito, fechado entre 1723 y 1750, que se encuentra actualmente en la Westdeutsche Bibliothek de Marburgo. Difiere considerablemente de la versión actual.
La primera aparición conocida de la versión moderna del texto latino está en la „Studentenlieder“ de Christian Wilhelm Kindleben, editado por Halle  en 1781. En la página 56 Kindleben afirma que ha hecho importantes cambios al texto latino. No se ha conservado ninguna copia de ese trabajo, pero sí de una reimpresión en facsímil de 1894 que se encuentra en la Universidad de Harvard.

## La melodía

Partitura del «Gaudeamus igitur».

En 1782 la melodía era tan conocida que, en el Akademisches Liederbuch de August Niemann (Dessau y Leipzig), actualmente en la Universidad de Yale, se indica cómo deben ser cantadas tres poesías con esta melodía. El primer documento impreso conocido de la melodía actual está en el „Lieder für Freude der Geselligen Freunde“ editado en Leipzig en 1788, en la página 24.

## Elaboraciones posteriores
Diversos compositores han incorporado la melodía del «Gaudeamus igitur» a alguna de sus obras. La más conocida quizá sea la «Obertura académica» („Akademische Festovertüre“, op. 80) de Johannes Brahms. La compuso para una ocasión concreta: la concesión por parte de la Universidad de Breslau del doctorado honoris causa, en 1881. Utiliza melodías, bien conocidas, de diversas canciones estudiantiles alemanas; el «Gaudeamus» aparece de forma solemne al final de esta obra.
Aparece un fragmento de la partitura en la marcha «Virgen de los Estudiantes», compuesta por Abel Moreno  y dedicada a la Virgen de la Angustia, de la Hermandad de los Estudiantes de Sevilla. 
En Málaga, la Cofradía de los Estudiantes (que procesiona el Lunes Santo) se caracteriza con este himno, el cual fue adaptado a marcha procesional por el compositor Perfecto Artola, y en muchos puntos del recorrido los hombres de trono cantan parte del himno universitario. Además, algunas marchas procesionales que tienen dedicadas los titulares de dicha cofradía, cuentan con unos sones inspirados en el Gaudeamus. Claros ejemplos son: «Cristo de los Estudiantes» (Francisco Grau), «Bajo tu Manto de Gracia y Esperanza» (José Antonio Molero), «Nostalgia de un Lunes Santo» (Víctor Ferrer) y «Maryam» (Francisco Javier Criado).